# Scutellaria subcaespitosa
Scutellaria subcaespitosa là một loài thực vật có hoa trong họ Hoa môi. Loài này được Pavlov miêu tả khoa học đầu tiên năm 1935.